# Isidore Pils
Isidore-Alexandre-Augustin Pils (n. 7 noiembrie 1815, Paris, Île-de-France, Franța – d. 3 septembrie 1875, Douarnenez, Bretagne, Franța) a fost un pictor academic francez de subiecte religioase și militare.

## Biografie
Pils s-a născut la Paris ca fiu al unui soldat, François Pils⁠(d). La vârsta de doisprezece ani, a studiat cu Guillaume Guillon-Lethière⁠(d) timp de patru ani.
În 1831 a devenit student la École des Beaux-Arts și a studiat cu François-Édouard Picot. A concurat pentru Prix de Rome, pe care l-a câștigat în 1838 pentru o pictură istorică, Sf. Petru vindecând un om șchiop la ușa templului. Deși avea o sănătate precară, Pils a petrecut apoi cei trei ani obișnuiți la Academia Franceză din Roma, la Villa Medici, care îl avea atunci director pe Jean Auguste Dominique Ingres. În Italia, a vizitat Napoli, Veneția și Florența.
Primele picturi ale lui Pils au teme religioase. În 1849 a finalizat cea mai faimoasă lucrare, Rouget de L'Isle cântând La Marseillaise, care se află acum la Muzeul istoric din Strasbourg. După experiențele de călătorie cu trupele franceze prin Crimeea, temele sale au căpătat subiecte militare și naționaliste. Ulterior, a realizat numeroase scene militare în timpul asediului Parisului din timpul războiului franco-prusac din 1870.
Pils a fost numit profesor de pictură la École des Beaux-Arts în 1863, dar a plecat în același an timp de doi ani în Algeria. În 1868 a fost ales pe locul nr. 14 al Académie des Beaux-Arts. Printre elevii săi s-au numărat Adrien Moreau, Paul Adolphe Rajon⁠(d), Julien Dupré⁠(d), Luc-Olivier Merson⁠(d), Ludovic Piette, Édouard Joseph Dantan⁠(d) și László Mednyánszky⁠(d) Henry-Lionel Brioux.
Printre alte lucrări ale sale, Pils a pictat o parte din tavanul marii scării a Palais Garnier, în patru panouri intitulate Zeii Olimpului, Apollo în carul său, Triumful armoniei și Apoteoza Operei, încheiate în anul morții sale. În anul următor, a făcut obiectul unei biografii a lui Louis Becq de Fouquières.
Pils a murit în Douarnenez și este înmormântat în secțiunea 54 a cimitirului Père Lachaise.

## Galerie

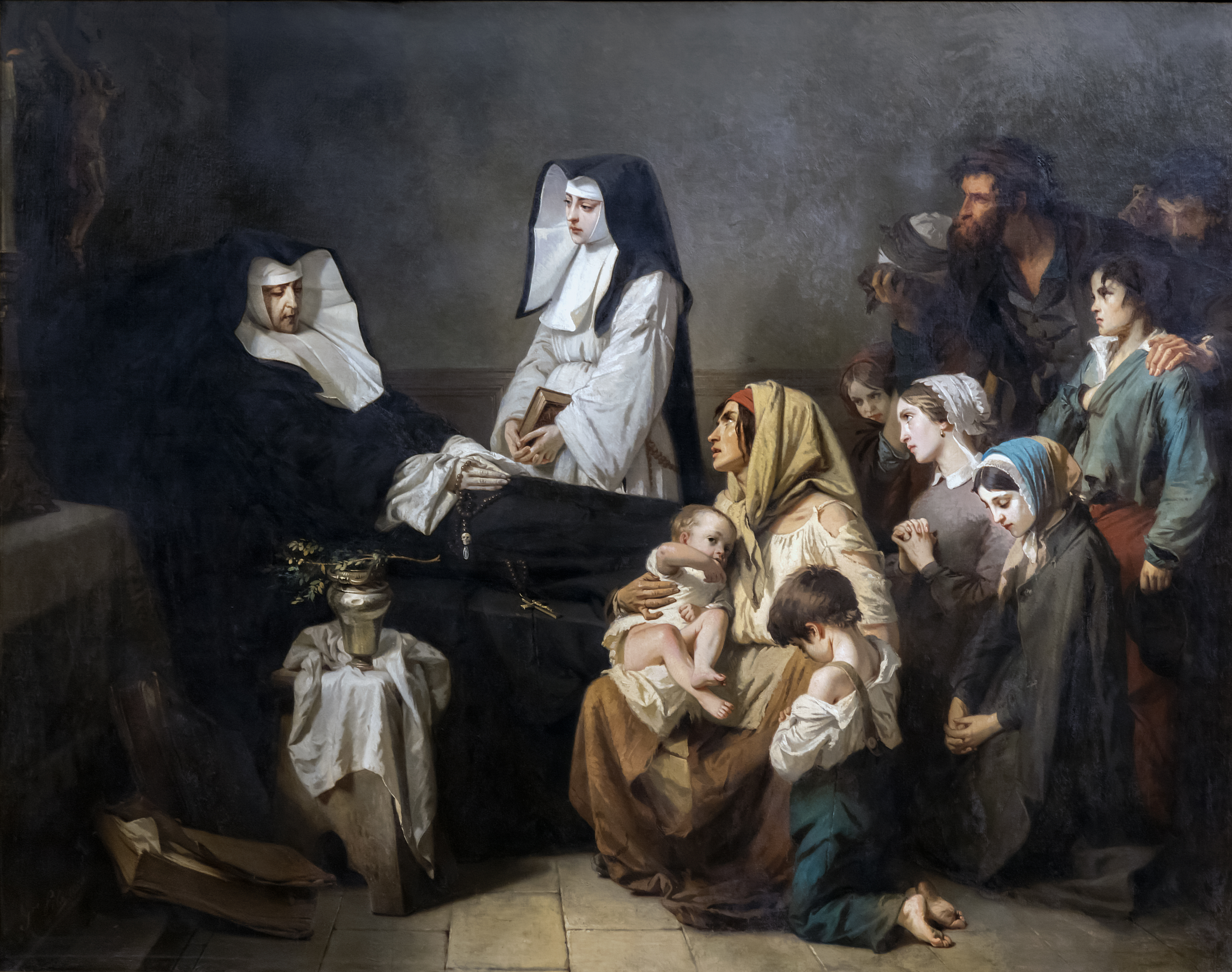
Moartea unei surori de caritate, 1850
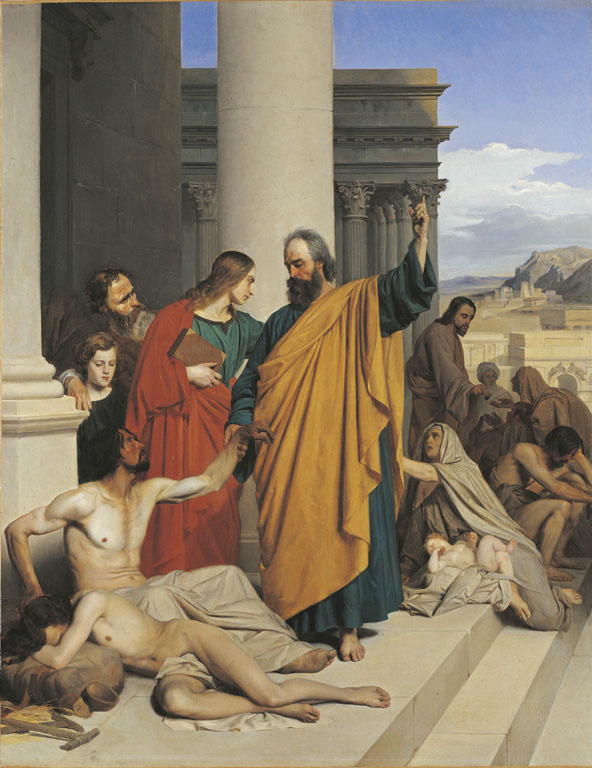
Sf. Petru vindecând un șchiop la ușa templului, 1838
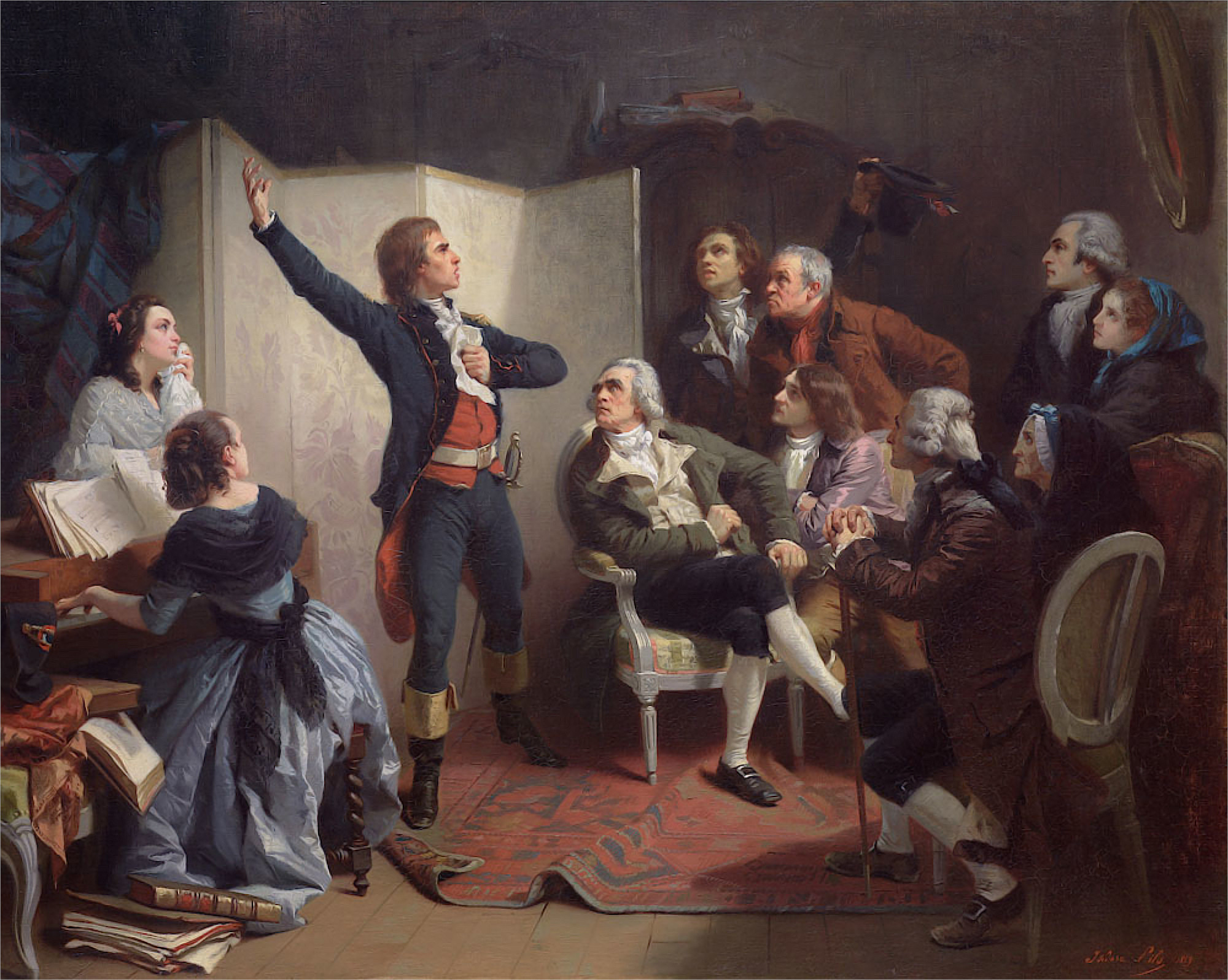
Rouget de L'Isle cântând La Marseillaise, 1849
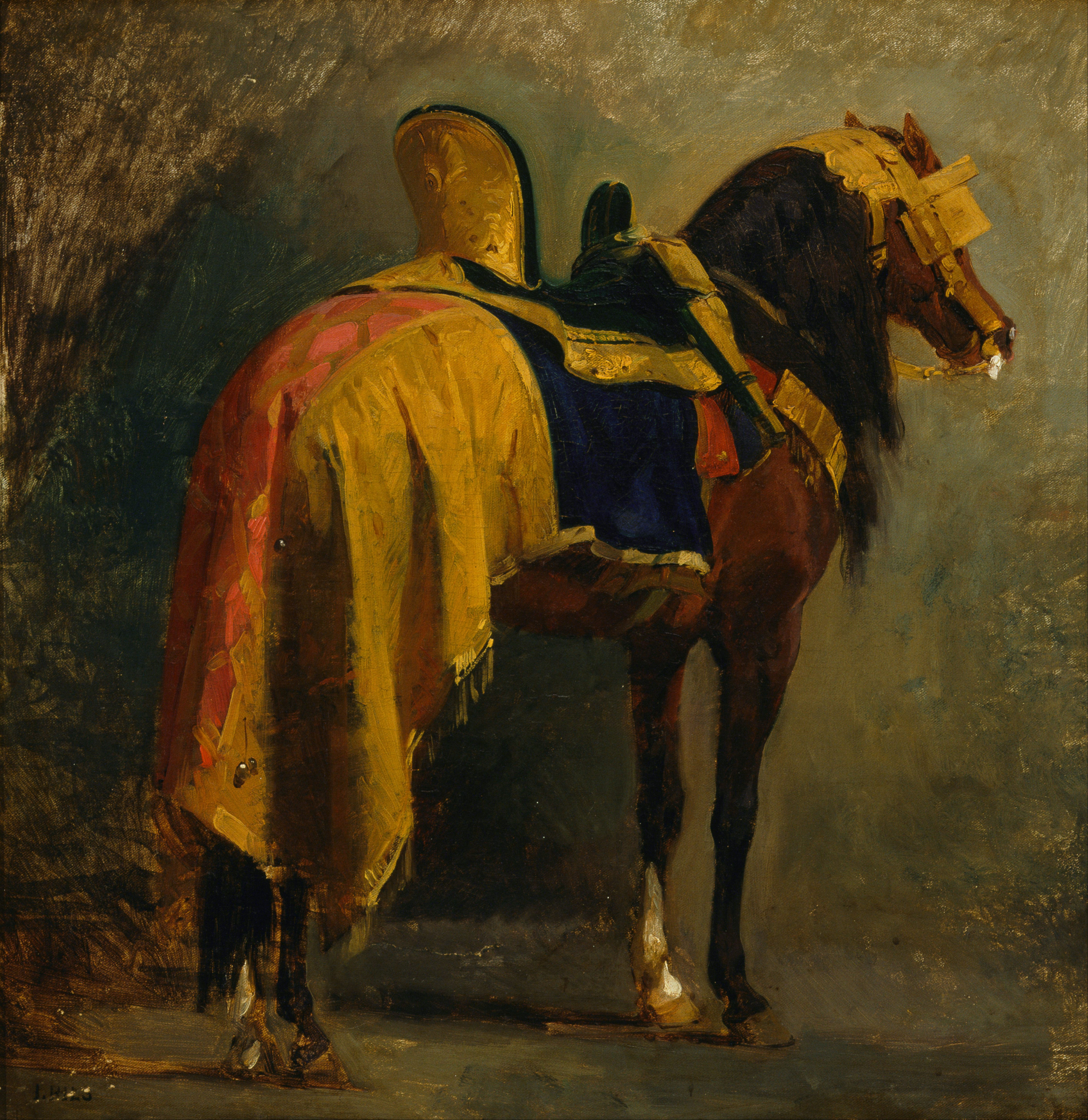
Cal cu capișon, c. 1860, Galeria de Artă din New South Wales⁠(d)